# جان هارگیس
جان هارگیس (به انگلیسی: John Hargis) (زادهٔ ۳ ژوئیهٔ ۱۹۷۵) شناگر اهل ایالات متحده آمریکا است.